# Jahnsita-(MnMnFe)
La jahnsita-(MnMnFe) és un mineral de la classe dels fosfats que pertany al subgrup de la jahnsita.

## Característiques
La jahnsita-(MnMnFe) és un fosfat de fórmula química Mn²⁺Mn²⁺Fe²⁺₂Fe³⁺₂(PO₄)₄(OH)₂(H₂O)₈. Va ser aprovada com a espècie vàlida per l'Associació Mineralògica Internacional l'any 2018. Cristal·litza en el sistema monoclínic. La seva duresa a l'escala de Mohs és 4.
L'exemplar que va servir per a determinar l'espècie, el que es coneix com a material tipus, es troba conservat a les col·leccions mineralògiques del laboratori de mineralogia de la Universitat de Lieja, amb el número de catàleg: 21168.

## Formació i jaciments
Va ser descoberta al dic pegmatític de Malpensata, a Colico, dins la província de Lecco (Llombardia, Itàlia), on es troba associada a rockbridgeïta i graftonita-(Mn). També ha estat descrita a la concessió Jocão, a Conselheiro Pena (Minas Gerais, Brasil). Aquests dos indrets són els únics de tot el planeta on ha estat descrita aquesta espècie mineral.